# Clueless (telessérie)
Clueless (bra: As Patricinhas) é uma série de televisão norte-americana, do gênero comédia, baseada no filme homônimo. Estreou originalmente, nos Estados Unidos, na ABC em 20 de setembro de 1996, durante toda a sua primeira temporada; as duas últimas temporadas passaram na UPN, terminando em 25 de maio de 1999. No Brasil, estreou no Nickelodeon. A primeira temporada foi exibida pela Rede Globo aos domingos. Em Portugal a série foi exibida pela SIC.

## Sinopse
Rachel Blanchard desempenhou o papel de Cher, que foi originado por Alicia Silverstone no filme. Stacey Dash (Dionne), Donald Faison (Murray) Elisa Donovan (Amber), Wallace Shawn (Sr. Hall), e Twink Caplan (Srta. Geist) reprisaram todos os seus papéis do filme para a série de televisão. Sean Holland, que apareceu como Lawrence no filme, retratou o novo personagem Sean Holiday na série de TV. O programa foi ao ar na ABC entre 1996 e 1997 e com uma mudança de rede de UPN de 1997 a 1999. A música tema da série de TV, "Ordinary Girl", foi escrito por Charlotte Caffey (do Go-Go's) e Anna Waronker, e foi realizado por China Forbes.

### Elenco e personagens
Principais
- Rachel Blanchard como Cher Horowitz
- Stacey Dash como Dionne Davenport
- Elisa Donovan como Amber Mariens
- Donald Faison como Murray Duvall
- Sean Holland como Sean Holiday
- David Lascher como Josh (1ª Temporada)
- Wallace Shawn como o Sr. Alphonse Hall (1ª Temporada)
- Twink Caplan como a Sra. Geist-Hall (1ª Temporada)
- Michael Lerner como Mel Horowitz 1ª Temporada
- Doug Sheehan como Mel Horowitz 2ª e 3ª Temporada

Alegadamente, Alicia Silverstone foi convidada para reprisar seu papel antes de declinar a fim de se concentrar em sua carreira cinematográfica florescente. Silverstone que acabaria por mudar para o mundo da série de televisão com um papel de protagonista no curta série da NBC Miss Match.
Recorrente
- Danny Strong como Marshall Gasner
- Julie Brown como Coach Millie Deemer